# 唐紹堯
唐紹堯（？—？），字延祖，號大愚，湖广常德府武陵县人。明朝政治人物。

## 生平
萬曆四十六年（1618年）戊午科湖广鄉試舉人，四十七年（1619年）己未科會試副榜，任宜興縣教諭，天啓二年（1622年）壬戌科進士。任高阳县知县，下车首禁魏忠贤生祠奏乐尚食，又璫族冉世魁叔侄争产相屠，绍尧籍其家赀充饷，忠贤怒，被逮下狱，坐赃三万，考掠惨酷。崇祯帝立，出绍尧狱中，升兵部武选司主事，晋职方员外郎，崇祯六年（1633年）出守开封府，九年升河南汝南道副使，平定流民之乱，当权者妒忌之，十年拾遗，降调山东运判。十一年改平乐知府，十二年迁陕西驿传副使，当时关中荒乱，弃婴遍地，绍尧收养以万计，十四年转浙江嘉湖参政，十五年降调，十六年补广西府江道参议。值粤西靖江王叛，绍尧监军擒其渠，以佥都御史巡抚贵州。永曆时，以功晋户部右侍郎，未几卒，谥文贞。

## 家族
弟唐思尧，字君赞，恩贡，以彭水知县迁户部主事，死于张献忠之兵。
长子唐谊，字正之，永历四年（1650）四月兵败被杀。次子唐访，字周之，隆武元年广西乡试第一，永历时上陈六代中兴法戒书，瞿式耜、黄锡衮称之为异才，被推荐为庶吉士掌管制诰，奉命入湖广联络勋镇，知事不可为，乃痛哭为僧，名食苦。三子唐諴，字存之，登崇祯十六年（1643）年进士，授中书舍人，迁平乐推官。